# Morwena Eledhwen
Morwena (ur. 443, zm. 501 Pierwszej Ery) – postać fikcyjna ze stworzonej przez J.R.R. Tolkiena mitologii Śródziemia. Jej losy opisane zostały w książkach Silmarillion, Niedokończone opowieści oraz Dzieci Húrina.

## Życiorys
Była kobietą z ludu Edainów. Pochodziła z rodu Bëora i była córką Baragunda, żoną Húrina, matką trojga dzieci: Túrina, Urweny oraz Niënor. 
Od urodzenia mieszkała w Ladros, ale po Bitwie Nagłego Płomienia kobiety i dzieci Rodu, wśród których znajdowała się Morwena oraz jej kuzynka Ríana, wyruszyły do Dor-lóminu. Tam poznała i wyszła za mąż za Húrina. W 464 roku urodziła mu syna Túrina, a dwa lata później pierwszą córkę, Urwenę, która zmarła w wieku trzech lat.
Po tym, jak jej mąż wyruszył na walkę z wojskami Morgotha w bitwie Nirnaeth Arnoediad, została sama z dziećmi w Dor-lóminie. Urodziła wtedy córkę, Niënor. Żyła w ciągłej obawie przed Easterlingami, którzy zajęli krainę. Swego syna wysłała więc do Doriathu pod opiekę Thingola i Meliany. Sama nie opuściła domu, czekając na swego męża.
Po upływie kilkunastu lat przeniosła się wraz z Nienor do Doriathu. Túrina jednak tam nie spotkała, bowiem żył on wtedy w Nargothrondzie. Po upadku tego królestwa, wbrew radom elfów, wyruszyła tam w poszukiwaniu syna. Razem z nią udała się Nienor. Na ich eskortę napadł Glaurung i wszyscy się rozproszyli. Morwena przez następne lata błąkała się po Beleriandzie. W końcu dotarła na skraj Brethilu, gdzie znalazła grób Túrina i Nienor. Tam spotkała swego męża (którego Morgoth wypuścił z niewoli) i tam umarła.
Morwena była najpiękniejszą z kobiet Edainów, które żyły w Pierwszej Erze.

## Imię
Jej imię (podobnie jak określenie Eledhwen) pochodzi z sindarinu i znaczy w tej mowie Ciemna dziewczyna (ewentualnie Ciemna pani). Nawiązuje ono do koloru jej włosów. Przydomek Eledhwen znaczy Blask elfów.
W najwcześniejszej wersji opowieści o dzieciach Hurina, miała na imię Mavwin. Później Tolkien nazywał ją Mailwin i Morwin, by ostatecznie zdecydować się na Morwen już we wczesnej wersji Silmarillionu, powstałej około 1926-1930 roku.
Clare Moore spekuluje, że Tolkien mógł nadać postaci imię Morwen pod wpływem kornwalijskiej historii i języka walijskiego.

## Analiza
Moore poświęciła Morwenie artykuł, w którym analizuje pochodzenie jej imienia i jej cechy jako postaci tolkienowskiej oraz porównuje ją do arturiańskiej Morgany Le Fay.